# Deaux
Deaux település Franciaországban, Gard megyében. Lakosainak száma 644 fő (2022. január 1.). Deaux Martignargues, Méjannes-lès-Alès, Monteils, Saint-Étienne-de-l’Olm, Saint-Hilaire-de-Brethmas és Vézénobres községekkel határos.

## Népesség
A település népességének változása:
| Lakosok száma | 97   | 288  | 390  | 565  | 661  | 667  | 648  | 651  | 656  | 644  |
|               | 1968 | 1982 | 1990 | 2006 | 2013 | 2015 | 2017 | 2019 | 2020 | 2022 |